# Borrehögarna

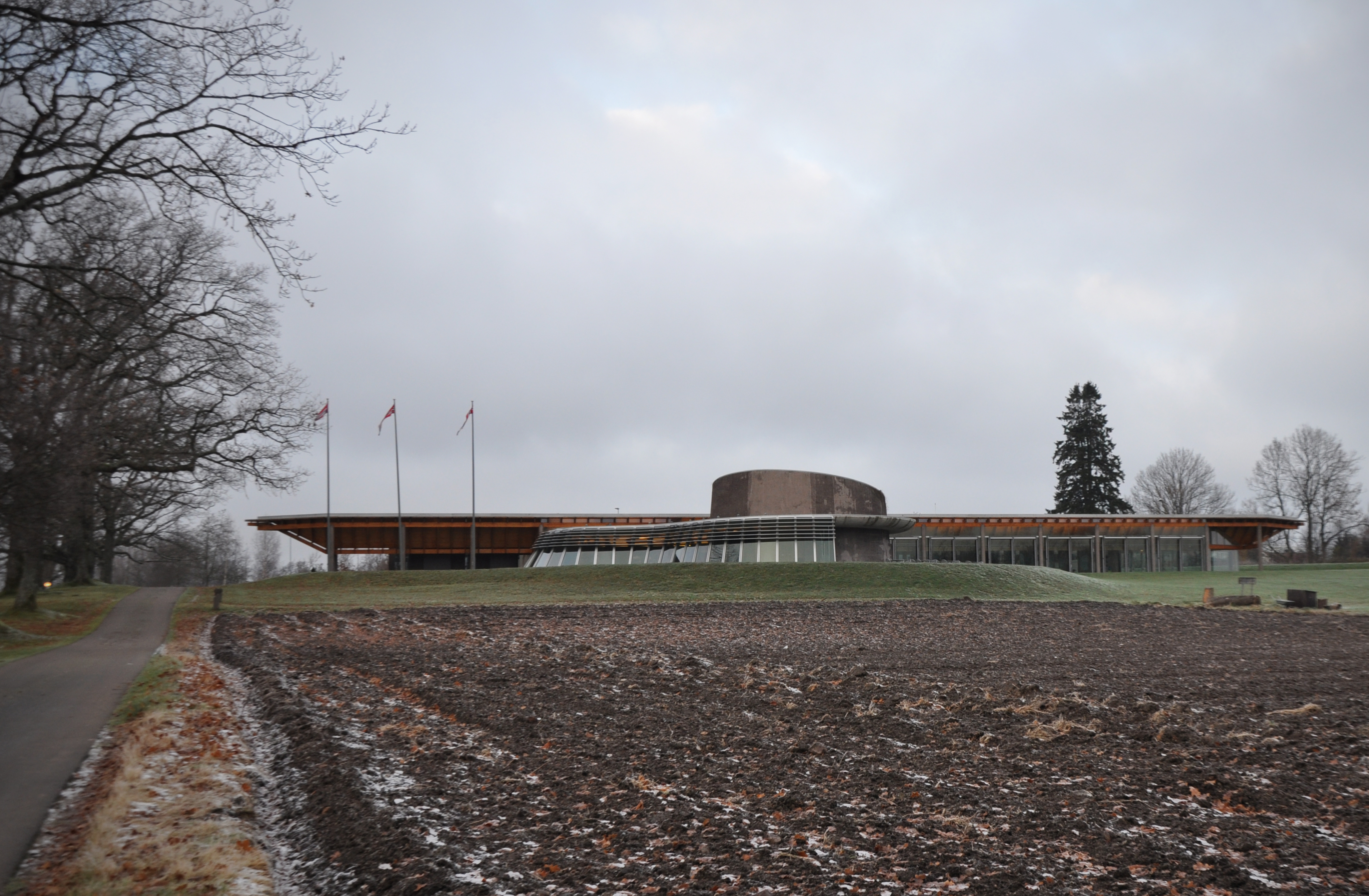
Midgard historisk senter vid Borre gravhögar.

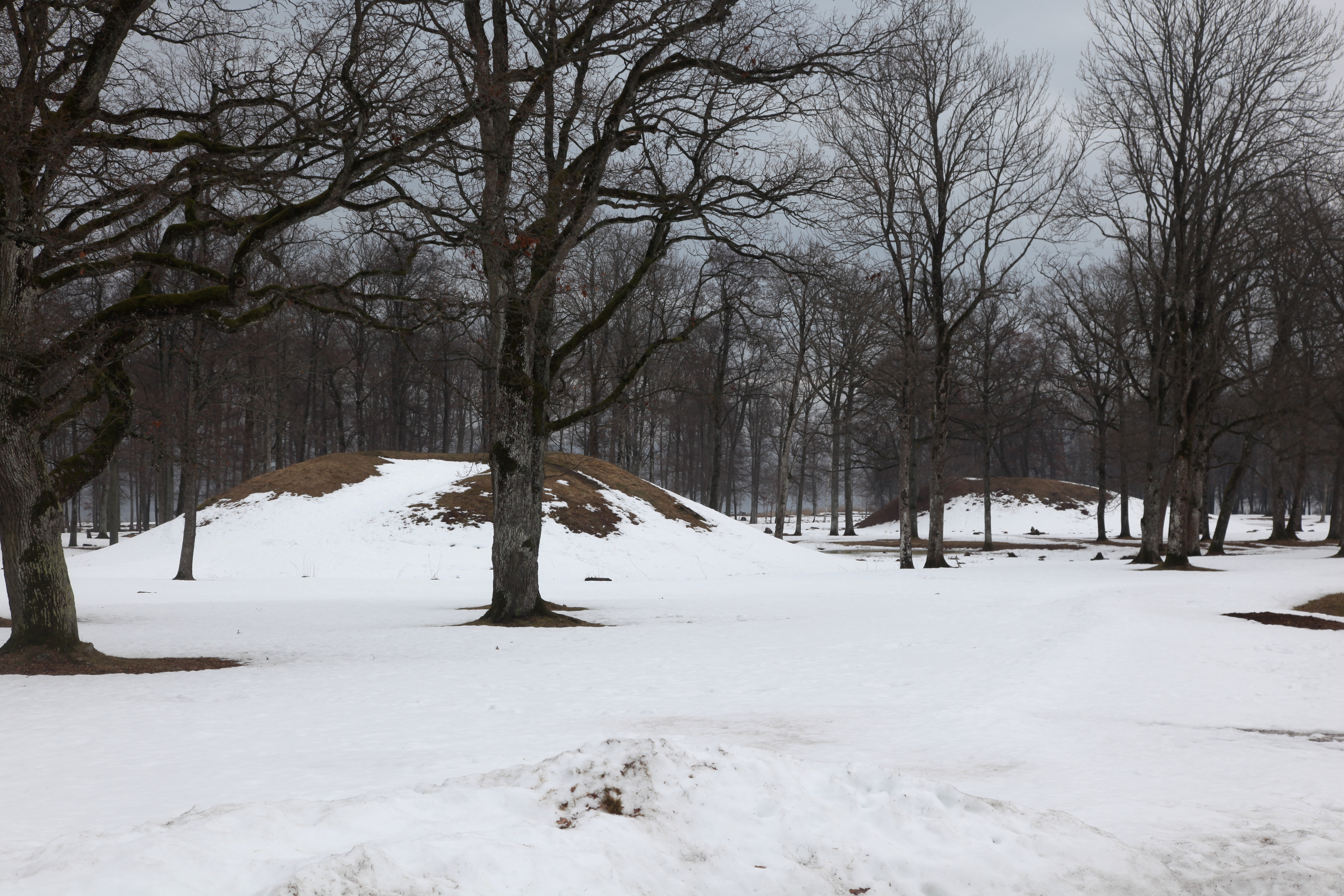
Borrehögarna

Borrehögarna (no. Borrehaugene) eller Borreparken vid Borre i Hortens kommun i Vestfold fylke är ett av Norges största gravfält. Gravfältet är daterat till 600–900 efter Kristus, det vill säga yngre järnåldern, och har förknippats med den norska grenen av ynglingaätten som det berättas om i den stora skaldedikten Ynglingatal. Platsen var en gång centrum för ett mäktigt rike och i dess närhet hade också handelsplatsen Kaupang sin blomstringstid under vikingatidens början.  
Gravfältet ligger i ett fornminnesområde som är omkring 182 000 m² stort och består av ett fyrtiotal gravar, däribland sju storhögar och ett storröse. De största gravhögarna är 45 meter i diameter och sex meter höga. Några av de mindre gravrösena har grävts ut och visat sig innehålla enkla brandgravar. I en gravhög, Skeppshögen, strax utanför fornminnesområdet hittades vid en utgrävning 1852 ett vikingaskepp. Borreskeppet hamnade dock senare lite i skymundan av de mer välbevarade Gokstadsskeppet och Osebergsskeppet. Fynden från Borreskeppet har namngett Borrestilen.
Borreparken och Midgard historisk senter är Vestfold fylkes Tusenårssted.